# Reichsrat (Autriche)
Le Reichsrat ou Conseil d'Empire (en tchèque : rada Říšská ; en slovène : zbor Državni) était l’assemblée parlementaire bicamérale de la Cisleithanie, la moitié autrichienne de la double monarchie d'Autriche-Hongrie, de 1867 à 1918. Il a été créé en 1861 en tant que parlement de l'empire d'Autriche et maintenu lors du Compromis austro-hongrois de 1867. L'assemblée est un des symboles de l'appartenance commune des pays autrichiens après la sortie des pays de la Couronne de saint Étienne (Transleithanie).
À partir du 4 décembre 1883, le Reichsrat avait son siège dans le bâtiment du Parlement autrichien sur le Ring à Vienne.

## Genèse

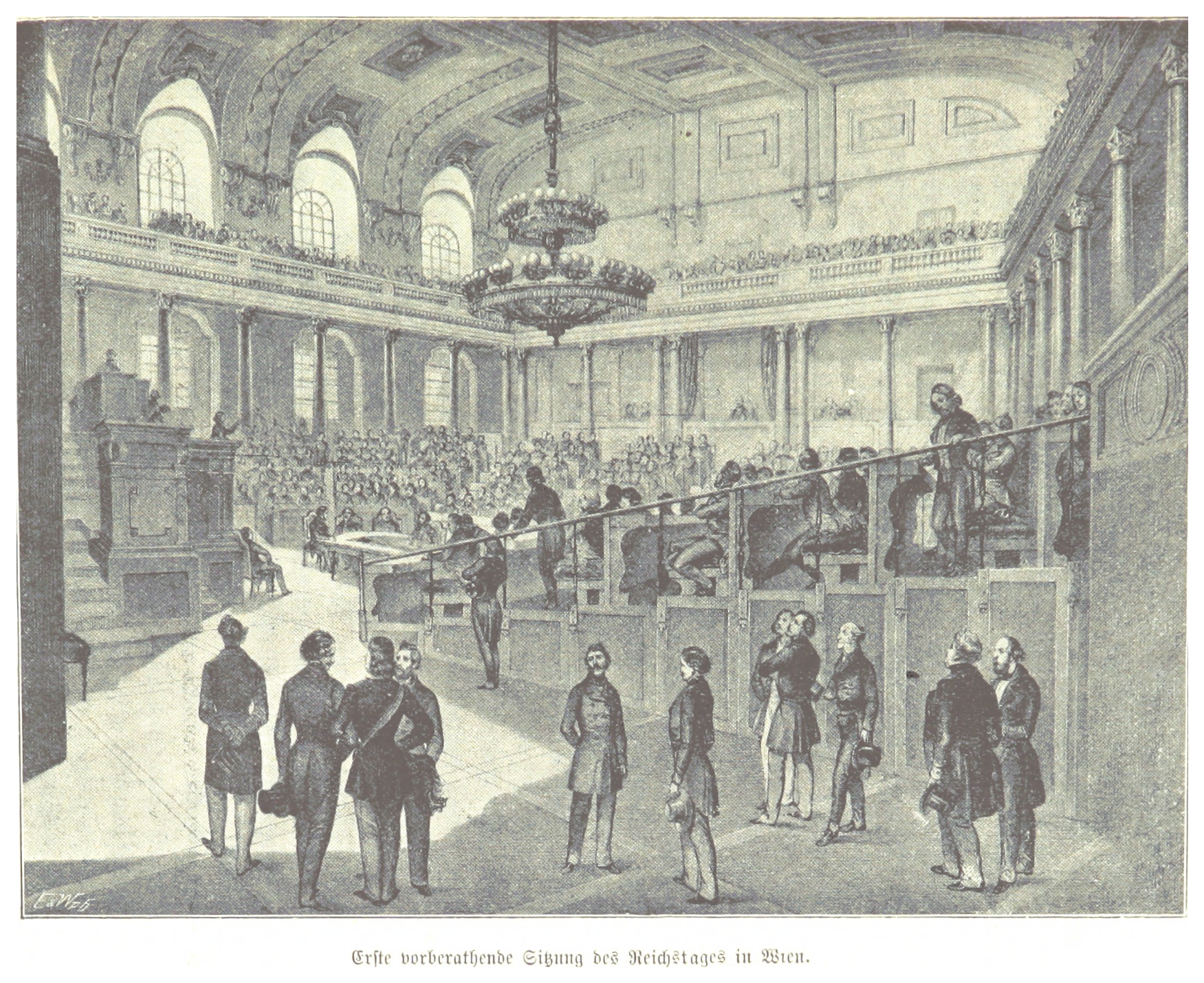
La première réunion du Reichstag autrichien à Vienne.

À la suite de la révolution autrichienne de 1848, la constitution Pillersdorf prévoit un parlement bicaméral, le Reichstag : sa chambre haute s'appelle Sénat et sa chambre basse Chambre des députés. Les députés de la chambre basse doivent être élus au suffrage universel masculin, la majorité étant fixée à 24 ans, les receveurs de l'aide publique, les apprentis et les saisonniers en étant exclus. Cette constitution n'est en vigueur que jusqu'au 16 mai 1848, après de nouvelles émeutes à Vienne qui poussent l'empereur à la suspendre. 
Néanmoins, le Reichstag a été inauguré le 22 juillet 1848 par l'archiduc Jean-Baptiste d'Autriche. Déjà en octobre, il doit déménager de Vienne à Kroměříž (Kremsier) en Moravie pour fuir l'insurrection qui éclate dans la capitale autrichienne. Il est finalement dissous le 7 mars 1849 sous le règne du nouvel empereur François-Joseph Ier. 
Après que le système gouvernemental néo-absolutiste qui avait été mis en place en 1851 par la Patente de la Saint Sylvestre avait été un échec politique et militaire en Italie du Nord (aux défaites de Magenta et de Solférino), un projet de renaissance d'une assemblée né avec la mise en place du diplôme d'octobre en 1860 conçu par François-Joseph et son ministre-président Bernhard von Rechberg pour répondre aux demandes exprimées par la bourgeoisie. Toutefois, elle n'aurait pas été élu directement, les assemblées régionales (Landtage) auraient désigné les membres.

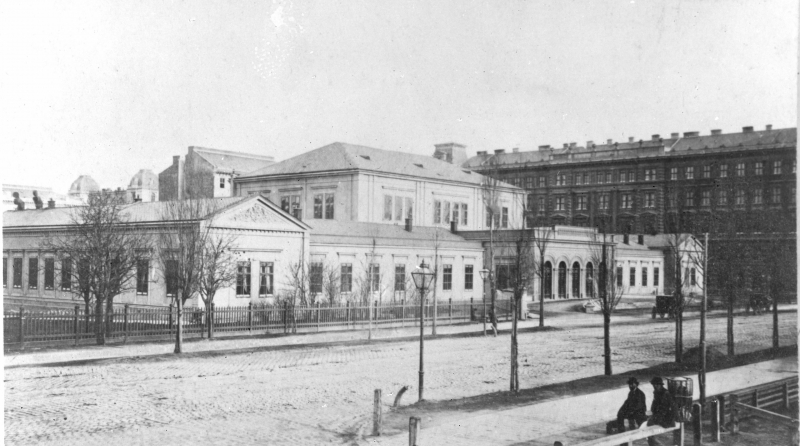
Le « théâtre de Schmerling », vers 1883.

Face aux exigences supplémentaires, l'empereur a adopté la Patente de février 1861, élaborée par le ministre-président Anton von Schmerling, qui prévoit également une assemblée législative bicamérale compétente pour l'ensemble des territoires autrichiens. Contre le centralisme de Vienne, elle a été boycottée par les représentants du royaume de Hongrie. Un parlement croupion prend tout de même place à Vienne dans un bâtiment provisoire en bois que le peuple appelle en dérision le « théâtre de Schmerling » (Schmerlingtheater). Le nom de l'assemblée est changé en Reichsrat, l'empereur François-Joseph ne voulant au départ ne lui donner qu'une valeur consultative. 
Après sa défaite lors de la guerre austro-prussienne de 1866 entraînant la dissolution de la Confédération germanique et la perte de la Vénétie, l'empereur s'est vu contraint de trouver un nouvel équilibre austro-hongrois au sens d'une union réelle. Dans le cadre du Compromis de 1867, les pays de la Couronne de saint Étienne ont reçu leur propre représentation populaire, la Diète de Hongrie (Magyar Országgyűlés) siégeant à Budapest. Peu après, le parlement des pays autrichiens « en deçà de la Leitha » (Cisleithanie) obtient une nouvelle base institutionnelle lors de la mise en vigueur de la Constitution de décembre.

## Parlement bicaméral

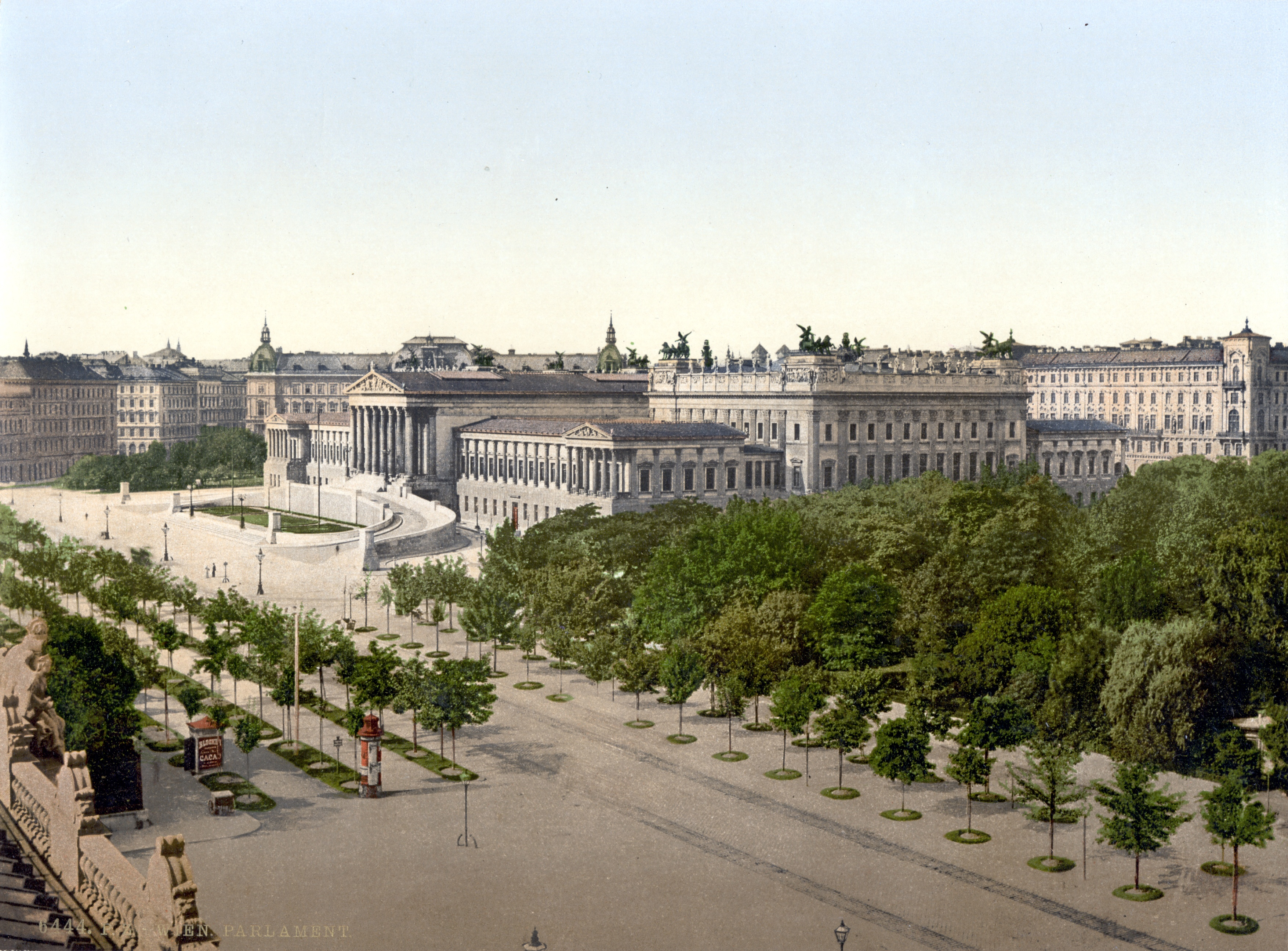
Le bâtiment du Parlement autrichien vers 1900.

Ce parlement bicaméral exerçait le pouvoir législatif en tant que « Conseil de l'Empire » pour les pays adhérents. Il était constitué de deux chambres :
- une chambre haute, la Chambre des seigneurs (appelée en allemand Herrenhaus), représentant l'aristocratie et le clergé de la nation, et
- une chambre basse, la Chambre des députés (Abgeordnetenhaus), représentant le peuple des pays de la Cisleithanie.

### Chambre des seigneurs
La chambre haute, mise en place sur l'exemple de la Chambre des lords britannique par la Patente de février en 1861, se composait des archiducs majeurs de la maison de Habsbourg-Lorraine, des archevêques et évêques de rang princier, des chefs des maisons nobles héréditaires de la Cisleithanie, membres de droit, ainsi que des membres nommés à vie par l'empereur. L'aristocratie hongroise était représentée à la Chambre des magnats (Főrendiház), la chambre haute de la Diète de Hongrie. 
Le nombre de membres de la Chambre des seigneurs n'était pas fixe et dépendait des nominations : en 1911, elle comptait 291 délégués, dont 14 archiducs, 18 archevêques et princes-évêques, 90 chefs de grandes familles nobles et 169 membres nommés à vie. Parmi les membres désignés par l'empereur il y a entre autres les industriels Ludwig Lobmeyr et Anton Dreher ou le poète Peter Rosegger.
À partir de 1883, la chambre haute s'est réunie dans le bâtiment du Parlement autrichien. Le prince Alfred III de Windisch-Graetz a été le dernier président de la chambre, il a dirigé sa dernière réunion le 12 novembre 1918. La salle de la Herrenhaus fut dévastée lors du bombardement de Vienne en 1945 ; reconstruite et modernisée, elle sert aujourd'hui de salle de réunion du Conseil national autrichien. 

### Chambre des députés

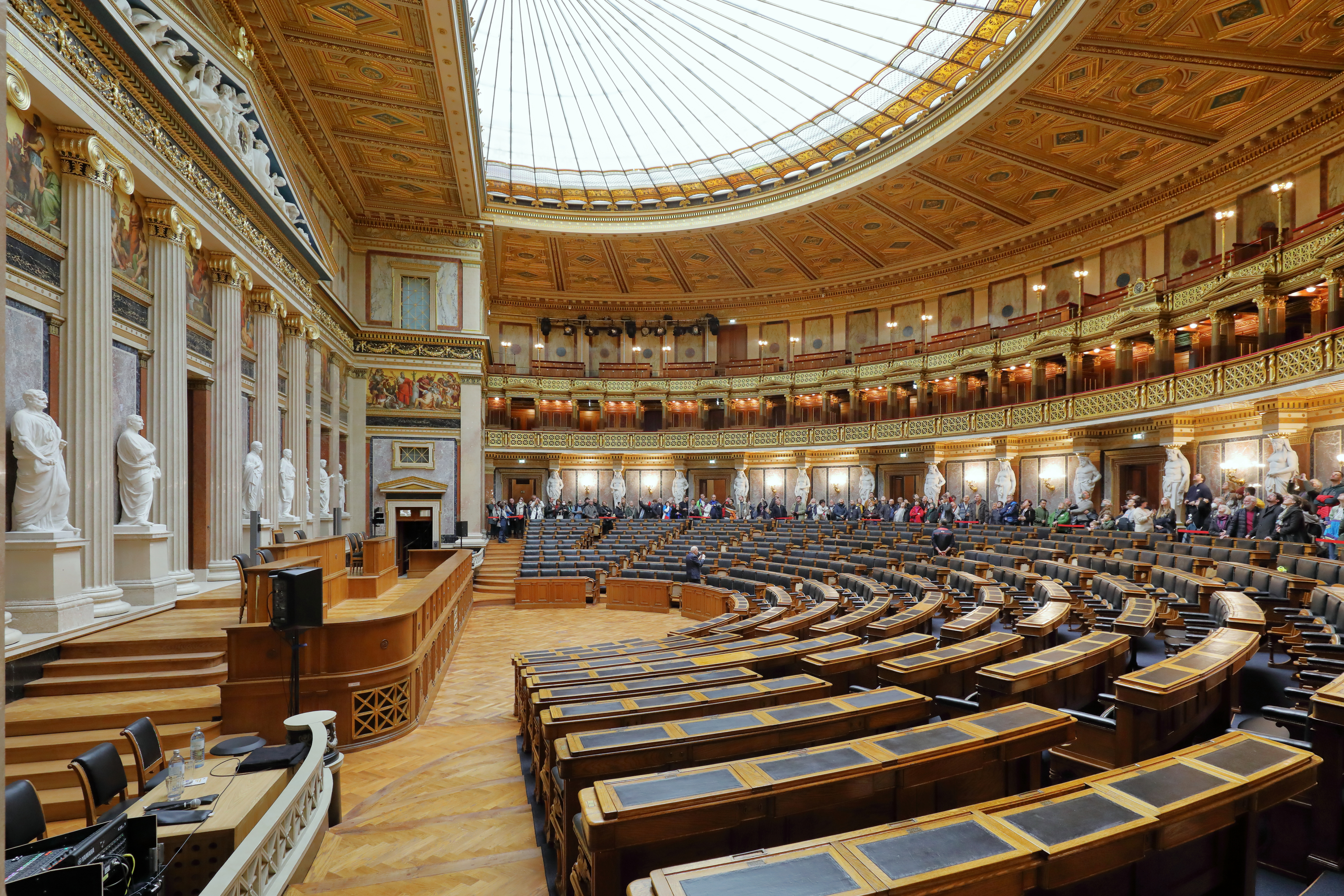
L'hémicycle de la Chambre des députés.

La chambre basse était, depuis 1867, constituée de 203 membres, dont 54 représentants du royaume de Bohême, 38 du royaume de Galicie et de Lodomérie avec Cracovie, 22 du margraviat de Moravie et 18 de la Basse-Autriche. Déjà en 1873, le nombre des élus a été porté à 353 lors d'une réforme de la loi électorale sur l'initiative du ministre-président Adolphe von Auersperg, permettant ainsi une meilleure représentation des citoyens. 
À partir de 1883, la chambre haute s'est également réunie dans le bâtiment du Parlement autrichien. La grande salle de l'Abgeordnetenhaus a offert de l'espace pour 516 députés issus des pays s'étendant de la Bucovine jusqu'à la Royaume de Dalmatie ; elle est conservée dans son état d'origine. Aujourd'hui, elle sert de salle de l'Assemblée fédérale, la réunion des deux chambres du Parlement autrichien.
Jusqu’en 1879, le Parti libéral allemand forme la majorité à la Chambre des députés et domine dans plusieurs gouvernements, notamment sous les ministres-présidents Karl Wilhelm Philipp von Auersperg et Adolphe von Auersperg. Le parti joue également un rôle important dans la publication de la Constitution de décembre 1867 qui, avec le Compromis austro-hongrois, ont fait de l’État multinational autrichien l'Autriche-Hongrie. Au cours les années suivantes, le gouvernement d'Eduard Taaffe devait s'appuyer une majorité instable des cléricaux autrichiens ainsi que des conservateurs tchèques et polonais. Ses efforts de réforme échouèrent à cause de la résistance des nationalistes.

## Réforme électorale de 1907
La réforme substantielle de la législation électorale, intiée par le ministre-président Eduard Taaffe en 1893 et par son successeur Kasimir Felix Badeni en 1897, se trouva finalement votée sous le second gouvernement Gautsch  en 1907 ; elle élargit considérablement l'assise électorale en permettant aux citoyens autrichiens de pouvoir voter sans condition de ressource : est établi un système de suffrage universel masculin.

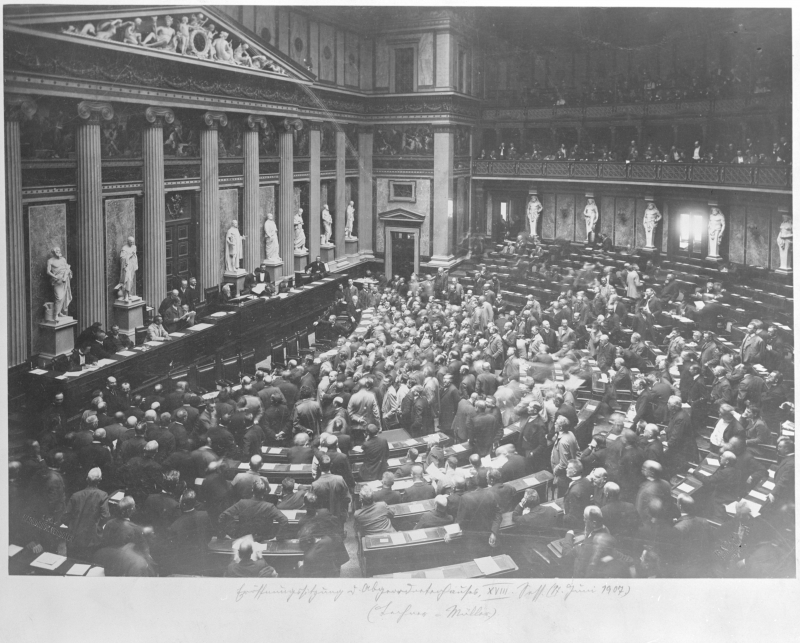
La séance inaugurale de la nouvelle Chambre des députés en 1907.

Après les élections du 23 mai et du 14 mai 1907, la Chambre des députés du Reichsrat était composée de 516 délégués, dont 130 de Bohême, 106 de Galicie, 64 de la Basse-Autriche et 49 de Moravie. Les chrétiens-sociaux et les sociaux-démocrates formaient alors les fractions les plus fortes au sein du parlement[réf. nécessaire] :
1. 96 Chrétiens-sociaux
2. 86 Sociaux-démocrates
3. 84 Nationaux allemands et pangermanistes
4. 82 Jeunes Tchèques
5. 70 Polonais
6. 29 Ruthènes
7. 23 Slovènes
8. 14 Italiens
9. 12 Croates
10. 5 Roumains
11. 5 Juifs
12. 2 Serbes
13. 1 Russe
14. 1 Socialiste indépendant
15. 1 Socialiste libre
16. 1 Politicien social
17. 2 sans étiquette
18. 2 sièges vacants

## Gouvernance parlementaire
Le Reichsrat d'Autriche ne put jamais trouver un accord sur l'usage d'une langue de travail. Si la langue allemande fut celle des comptes-rendus, les débats parlementaires tournaient à la cacophonie linguistique et aux alliances les plus larges. Les parlementaires polonais (Polenklub) soutenant le gouvernement impérial pour éviter toute obstruction parlementaire, voire une crise politique. Cette politique parlementaire instable s'arrêta avec la fin de la Première Guerre mondiale. Après le traité de Versailles de 1920 et la fin de l'Empire d'Autriche-Hongrie, le Parlement de l'Autriche reprit ses activités parlementaires nationales.